# Мисерио (Месина)
Мисерио је насеље у Италији у округу Месина, региону Сицилија.
Према процени из 2011. у насељу је живело 375 становника. Насеље се налази на надморској висини од 317 м.